# The Hague Royals
The Hague Royals es un equipo de baloncesto holandés que compite en la BNXT League, la nueva liga fruto de la fusión de la Dutch Basketball League neerlandesa y la Pro Basketball League belga. Fundado en 2020, tiene su sede en la ciudad de La Haya. Disputa sus partidos en el Sportcampus Zuiderpark, con capacidad para 3500 espectadores.

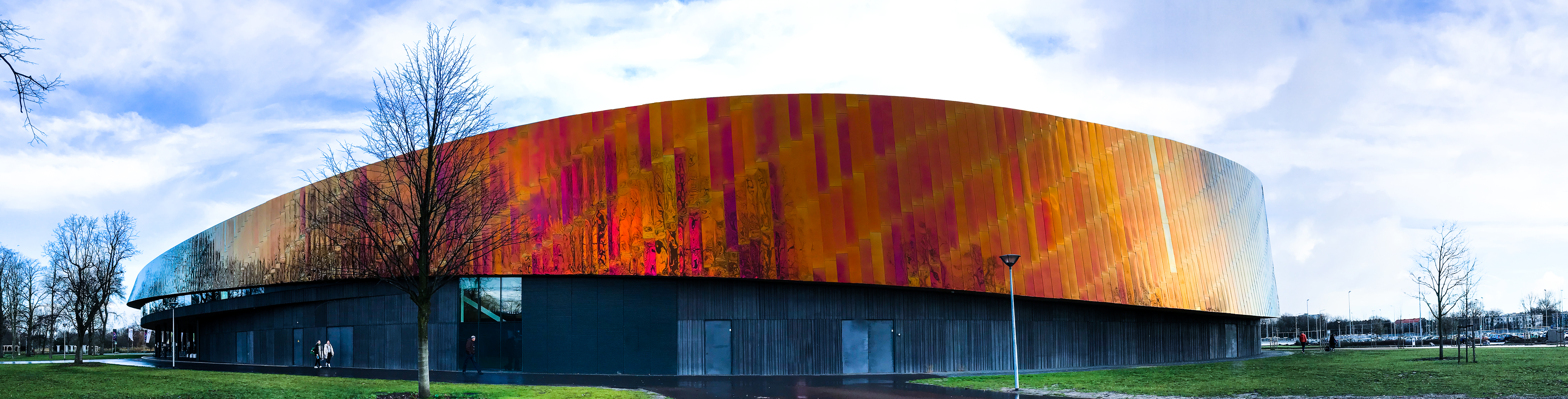
El Sportcampus Zuiderpark

## Historia
Antes del establecimiento de los Royals, la última vez que un equipo de baloncesto profesional jugó al más alto nivel en La Haya fue el C3 Cobra's Den Haag en la temporada 2000-01. En mayo de 2020, The Hague Royals anunció sus planes de jugar en la Dutch Basketball League (DBL) a partir de la temporada 2020-21. El nombre Royals proviene de la reputación de La Haya como el Hofstad, donde reside la familia real holandesa.